# Campus für Christus Österreich
Campus für Christus Österreich ist eine konfessionell unabhängige, überkonfessionelle Missions- und Schulungsbewegung mit rund zehn in der Erwachsenenbildung, Verkündigung des Evangeliums, Diakonie und Mission tätigen Arbeitszweigen. Das Werk arbeitet mit allen Kirchen wie römisch-katholische Kirche, reformierte Kirche und verschiedenen Freikirchen zusammen.

## Organisation
Das als Verein mit Sitz in Wien konstituierte Missionswerk beschäftigt rund 20 voll- und teilzeitliche Mitarbeiter. Das Hauptbüro befindet sich in Wien, direkt hinter dem Hauptbahnhof. Das zu einem Großteil aus privaten Spenden finanzierte Werk ist Partner der Österreichischen Evangelische Allianz und am Runden Tisch für Österreich des Vereins Weg der Versöhnung.
Geleitet wird Campus für Christus Österreich von einem vierköpfigen Leitungsteam, welchem seit 2022 Matthias Langhans vorsteht.

## Ziele
Campus für Christus wurde gegründet, um mitzuhelfen, dem Missionsauftrag Jesu Christi in unserer Zeit ganzheitlich und gesellschaftsrelevant Folge zu leisten. Die Mission von Campus für Christus wird wie folgt beschrieben:

„Durch unsere nationalen und internationalen Arbeitsbereiche und unsere City-Hubs schaffen wir Räume, in denen Menschen aus den unterschiedlichsten gesellschaftlichen Milieus und Nationen gemeinsam mit uns Gott erleben und besser kennenlernen können. Wir inspirieren und befähigen Menschen, mit Jesus Christus in eine Beziehung zu treten und seinem Vorbild zu folgen. Dieser Lebensstil spiegelt Gottes Liebe in Wort und Tat wider. Dadurch werden sie zu Botschafterinnen und Botschaftern des Evangeliums und tragen dazu bei, dass Gottes Reich in unserer Welt ganzheitlich nah- und sichtbar wird.“

Dies will das Werk erreichen, indem es Kirchen und Organisationen motiviert, Evangelisation und Jüngerschaft zu leben und weiterzugeben.

## Geschichte
Campus für Christus nahm in Österreich im Jahr 1979 in Innsbruck unter dem Namen Arbeitskreis Christlicher Studenten seine erste Tätigkeit auf. Campus für Christus ist Teil der in den Vereinigten Staaten 1951 von Bill und Vonette Bright gegründeten Bewegung. 1989 kam es zur Gründung des Vereines Agape Österreich, der 2018 auf den Namen Campus für Christus geändert wurde, womit auch die Voraussetzung für weitere Arbeitszweige geschaffen wurde.
Durch verschiedene „Anlässe“ oder Aktionen entstanden neue Arbeitszweige. So gab es im Rahmen der christliche Sportarbeit 1990 ein „Athletes in Action-Wochenende“ in Salzburg und 1995 schließlich die offiziellen Gründung von Athletes in Action Österreich. Zurzeit findet jährlich das daraus entstandene „Shine Summer Camp“ mit mehr als 150 Teilnehmenden im Juli statt.
Ebenfalls im Jahr 1990 begann eine Crescendoarbeit in Salzburg und es gab das erste von vielen nachfolgenden Auslandsprojekten von Campus für Christus. 45 Teilnehmer halfen damals beim Hilfs- und Missionsprojekt In Meinem Namen in Rumänien mit, wo zwei Waisenhäuser renoviert und adaptiert wurden. Seither sendet Campus für Christus in Zusammenarbeit mit dem humanitären Partner AID – heute GAiN – jedes Jahr Freiwillige auf Kurzzeit-Sommerprojekte unter anderem nach Albanien, Brasilien, Rumänien, Russland, in die Ukraine und in die Republik Moldau.
In der weiteren Entwicklung kamen neue Arbeitsgebiete dazu, beispielsweise für Musiker, Jugendliche und Leiter. Vollzeitliche und ehrenamtliche Mitarbeiter aus verschiedenen Kirchen werden für ihre Arbeit in der Jugendarbeit und anderen leitenden Tätigkeiten in Kirche und Gemeinde geschult.
Im Herbst 2021 fand die erste „Geschichten der Hoffnung“ Kampagne im Bundesland Salzburg in Zusammenarbeit mit einer breiten Trägerschaft unterschiedlicher Konfessionen statt. Mit dem Slogan „Gott is ma untakemma“ berichteten zehn Salzburger in Videoformat, wie Gott ihnen überraschend in ihrem Leben und Alltag begegnet ist. Im Herbst 2022 fand die „Geschichten der Hoffnung“ Kampagne in Tirol mit fünf Tiroler, die ihre Geschichte erzählten, statt. Insgesamt wurden die Videogeschichten alleine in Österreich 1,4 Millionen Mal auf YouTube angesehen.

## Arbeitszweige
Das Werk ist in Österreich aktuell in rund 12 Arbeitszweige, sogenannte Ministries, gegliedert.
Zu den Ministries gehören:
- SHINE: Jugendbewegung von Campus für Christus
- CAMPUS CONNECT: Studierendenbewegung von Campus für Christus
- Global Aid Network:[9] Partnerverein von Campus für Christus, der als internationale Hilfsorganisation weltweit humanitäre Hilfe leistet
- SCHOOL OF NOVICE: Leiterschaftsförderung im christlichen Bereich
- Gottkennen.at: Regionale Hoffnungskampagnen in Österreich
- PROFUNDUM
- MYFRIENDS: Als Jesus-Nachahmer gemeinsam mit unseren kirchenfernen Freunden Jesus entdecken und erleben.
- ATHLETES IN ACTION: Veranstalter von Sport Camps und Anbieter von Sportlerseelsorge unter anderem an olympischen Spielen
- CRESCENDO: Internationale Bewegung christlicher, klassischer Musiker
- SHIFT: Leiterschafts- und Teamentwicklung im christlichen Bereich
- UNTERWEGS MIT VISION
- PATH ACADEMY

## Internationale Vernetzung
Die Organisation ist ein eigenständiger, rechtlich unabhängiger Teil der internationalen Bewegung Cru beziehungsweise von Agape Europe.

## Belege
1. ↑  Info – Campus für Christus Austria. Abgerufen am 4. Juli 2023.
2. ↑  Website von Campus für Christus Österreich, abgerufen am 21. Februar 2020.
3. ↑  Website der Österreichischen Evangelischen Allianz, abgerufen am 21. Februar 2020.
4. ↑  Leiterwechsel – Campus für Christus Austria. Abgerufen am 4. Juli 2023.
5. ↑  Über uns Unsere Mission, auf campusaustria.at, abgerufen am 31. Juli 2023
6. ↑  SHINE Summer Camp, auf shineaustria.at
7. ↑  @GottkennenatGottkennen_at, auf youtube.com
8. ↑  Ministrys – Campus für Christus Austria. Abgerufen am 4. Juli 2023.
9. ↑  GAiN
10. ↑  Website von Agape Europe, abgerufen am 21. Februar 2020.